# Stacy Dillard
Stacy Dillard (1975) is een Amerikaanse jazzsaxofonist (tenor) van de modernjazz.

## Biografie
Dillard groeide op in Muskegon Heights, waar hij zich aanvankelijk concentreerde op atletiek, voordat hij zich ging bezighouden met muziek. Hij bezocht het college van de Central State University in Wilberforce. Tijdens een optreden in Dayton werd Wynton Marsalis op hem opmerkzaam en deze raadde hem aan om naar New York te verhuizen. Na het beëindigen van zijn studie woonde hij eerst in Cincinnati, waar in 2001 de eerste opnamen ontstonden met Mike Wade (trompet), Melvin Broach (drums) en William Menefield (piano) (The Broach Approach). In New York werkte hij uiteindelijk met muzikanten als Winard Harper, Cindy Blackman, Lenny White, Norman Simmons, Frank Lacy, Wycliffe Gordon, Eric Reed, Roy Hargrove, Stefon Harris, Ernestine Anderson, Terell Stafford, Herlin Riley, John Hicks, Frank Wess, Mulgrew Miller, Clark Terry, Victor Lewis, Steve Wilson, Antonio Hart, Russell Malone, Lewis Nash, Mark Whitfield en de Mingus Big Band. Daarnaast leidde hij eigen bandprojecten als cPhyve, cPhour en The Other Side, laatstgenoemde eerder r&b/funk- en hiphop-georiënteerd. Verder leidde hij met Greg Glassman een gezamenlijk kwintet (album Live at Fat Cat, 2012). Op het gebied van de jazz was hij tussen 2001 en 2018 betrokken bij 44 opnamesessies.

## Discografie
- 2006: Tarbaby: Tar Baby met J.D. Allen, Orrin Evans, Eric Revis, Nasheet Waits
- 2006: Elite State of Mind (MIH)
- 2006: cPhyve (MIH)
- 2009: One (Smalls)
- 2010: Good and Bad Memories (Criss Cross Jazz), met Orrin Evans, Craig Magnano, Ryan Berg, Jeremy 'Bean' Clemons
- 2012: Dezron Douglas: Live at Smalls (SmallsLive), met Josh Evans, David Bryant, Willie Jones III

- Système universitaire de documentation: 17493114X
- Virtual International Authority File: 305142788